# Careless Whisper
《無心的呢喃》（Careless Whisper）是1984年7月英國前雙人男子樂團威猛樂隊（Wham!）發行，但由喬治·麥可（George Michael）獨唱的單曲，此單曲在英美兩地都獲得3週冠軍，更一舉成為1985年美國《告示牌排行榜》最佳年度單曲。《無心的呢喃》儼然已成為喬治·麥可招牌曲目，它也是能夠代表1980年代抒情歌曲的超級經典之一。

## 內容

### 歌曲簡介
〈無心的呢喃〉收錄於威猛樂隊（Wham!）第二張專輯《炒熱它》（Make It Big）中，詞曲出自喬治·麥可和安德魯·瑞吉里（Andrew Ridgeley）兩人之手，喬治·麥可和安德魯在高中時期就已認識，由於兩人都熱愛音樂因此很快成為死黨，喬治·麥可寫下這首歌曲時只有17歲，這首堪稱1980年代最經典的情歌代表，大部分歌迷都將印象放在薩克斯風的開頭，事實上這是唱片公司用為了廣告宣傳而重新剪輯的版本，長度大約5分鐘左右，但完整歌曲版本的時間其實長達6分半鐘，而且這兩種版本在前奏和間奏部分明顯不同。〈無心的呢喃〉在推出後獲得廣大迴響，立刻紅遍全球，不過這首歌曲的作者兼主唱喬治·麥可在日後接受記者訪問時，他卻表示對這首歌曲不是很滿意，他覺得還可以寫得更好。

### 歌詞背景
這是描述一個劈腿族男子的故事。一位多情男子擁有著兩個女友，正宮女友因為朋友之間「無心的呢喃」而知道了這個秘密，卻故意不表態，而男子也得知正宮知情了，卻不敢誠實以對，兩人一起跳舞，但心照不宣，男子跳舞時在心中向正宮女友懺悔，並認為接下來即將會失去正宮女友。

### 商業成績
〈無心的呢喃〉在1984年7月24日推出單曲，7月29日隨即進入英國單曲排行榜，首週成績為第12名，8月12日登上冠軍並蟬連了3週，在榜內共停留了23週。當時威猛樂隊在英美兩地發行單曲的時間不同，以同一首單曲而言，英國會比美國提早約半年推出。〈無心的呢喃〉在英國單曲榜摘冠半年後，相繼的在美國單曲榜掄元，1984年12月22日此曲進入美國告示牌單曲榜，首週成績為第37名，是該週新上榜單曲中成績最高的，1985年2月16日這首單曲登上榜首並蟬連了3週冠軍，在該榜內共停留了21週。
〈無心的呢喃〉在美英兩地都獲得3週冠軍，但在這首冠軍單曲的主唱歸屬上，美英雙方排行榜各有著不同的規定。主因是因為〈無心的呢喃〉這首單曲是收錄於轟！合唱團的專輯《炒熱它》當中，雖然整首歌曲由喬治·麥可個人獨唱，但是在推出這首單曲時他並未表明是脫團單飛，因此這首冠軍歌曲該歸團體擁有還是個人擁有，美英的排行榜有著不同的判定結果。美國告示牌的判定標準很簡單，單曲出自哪一張專輯就算是該團體所擁有，因此美國《告示牌排行榜》認定〈無心的呢喃〉是屬於「轟！合唱團」的冠軍單曲，而非喬治·麥可的個人單曲。這首單曲在美國地區已銷售出1百萬張，成為1白金單曲，在美國唱片業協會（RIAA）的官網認證資料，這亦是屬於「轟！合唱團」的歌曲。
英國單曲排行榜認定〈無心的呢喃〉為喬治·麥可個人的冠軍單曲，而不是屬於「轟！合唱團」的歌曲。原因是因為這首歌曲不但是由喬治·麥可獨唱，也是由他個人獨立製作完成，雖然是收錄在團體的專輯當中，但英國排行榜官網認定這樣的音樂作品屬於個人擁有，〈無心的呢喃〉也成為喬治·麥可個人首支全英冠軍單曲。
1985年是「轟！合唱團」在西洋樂壇大放光彩的一年，除〈無心的呢喃〉擊敗了瑪丹娜的〈宛如處女〉成為告示牌1985年最佳年度單曲之外，該團另一首冠軍單曲〈離去之前叫醒我〉也攻佔了1985年年終榜第3名。

### 獎項紀錄評價
〈無心的呢喃〉被美國《滾石雜誌》遴選「100 Best Singles of 1984: Pop's Greatest Year」為第24名。美國告示牌雜誌在2014年遴選「Heartbreak Hits: Top 30 Breakup Songs」時，此曲為第22名。

## 改編自本曲的亞洲歌曲
| 產地     | 主體語言 | 曲名                                    | 原唱歌手 |
| -------- | -------- | --------------------------------------- | -------- |
| 英屬香港 | 粵語     | 夢幻的擁抱                              | 梅豔芳   |
| 英屬香港 | 粵語     | 忍痛說謊                                | 甄妮     |
| 英屬香港 | 粵語     | 無心快語                                | 蔡國權   |
| 日本     | 日語     | 抱緊我跳吉魯巴 (抱きしめてジルバ)       | 西城秀樹 |
| 日本     | 日語     | Careless Whisper (ケアレス・ウィスパー) | 鄉裕美   |

## 資料來源
1. 1 2  .   [2016-04-24]. （原始内容存档于2016-04-25）.
2. 1 2  .   [2016-04-24]. （原始内容存档于2016-08-03）.
3. ↑  .   [2016-04-27]. （原始内容存档于2016-05-02）.
4. ↑  .   [2016-04-27]. （原始内容存档于2016-04-30）.
5. ↑  .   [2016-04-27]. （原始内容存档于2016-06-04）.
6. ↑  .   [2016-04-27]. （原始内容存档于2016-04-29）.
7. ↑  .   [2016-04-27]. （原始内容存档于2016-04-08）.
8. ↑  .   [2016-04-27]. （原始内容存档于2017-06-17）.
9. ↑  .   [2017-01-05]. （原始内容存档于2017-01-06）.
10. ↑  .   [2016-04-27]. （原始内容存档于2016-05-02）.
11. ↑  .   [2016-04-27]. （原始内容存档于2016-04-30）.